# Серги Георгиев
Серги (Щерю, Стергия, Сергю, Стерги, Стерьо) Георгиев (на гръцки: Στέργιος Γεωργιάδου, Γεωργιάδης) е български иконописец, близък до Банската художествена школа.

## Биография
Серги Георгиев е роден в 1820 година в град Неврокоп или неврокопското село Каракьой. Става иконописец, като в работата си е повлиян от банските майстори - като типаж иконите му се приближават към работите на Тома Вишанов, а като колорит - до тези на сина му Димитър Молеров. Серги Георгиев работи заедно с представители на Банската школа - например с Иван Терзиев в село Хисарлъка.
Според гръцки източници е член на Неврокопската гръцка община и заедно с брат си Георги, също зограф, предотвратяват завземането на храма „Успение Богородично“ от екзархистите.
Първите му засвидетелствани дела са от „Свети Георги“ в Лески. Иконата на Свети Георги от 1842 година е подписана „Рука Стергюва Георгювъ“. В 1851 година рисува иконите в църквата „Свети Никола“ в Ковачевица, където се е подписал „Серги Георгиевичъ“. В 1852 година изписва стенописите в екзонартекса на католикона на Серския манастир. Иконата на Света Богородица, датирана 1860 година, в храма също е негова. Около 1860 - 1870 година изписва стенописите в църквата „Свети Архангел Михаил“ в Ловча.
В 1858 година рисува в църквата „Успение Богородично“ в Голешово. В 1861 - 1870 година отново рисува в „Свети Никола“ в Ковачевица. Венчилката в храма се отличава с добър рисунък и осмислен детайл. В 1862 година работи в „Успение Богородично“ в Неврокоп.
В 1864 година работи в „Свети Никола“ в Долен. На иконата на Христос има подпис: „1864 δεκεμ 29 διά χειρός Στεργουγ. ζ. εν Νευροκοπι“.
В 1864 или 1866 година изработва иконстасните икони за „Свети Георги“ в Горно Сингартия. На иконата на Света Богородица има надпис: „Платецъ Ѳеѡдоръ Стефанович ѿ Неврокопъ на 1866 септем 15 рука Стергіа“. Подписът на иконата на Свети Анастасий е „1870 рук Стергіа“, а на „Възнесение Илиино“ „Платецъ честниы брате Иліа и Нікола Вулковы и чада егѡ напомненіе 1866 септемвріѧ з рука Стергіѧ“. От 1865 година е иконата „Исус Христос в слава“ от църквата „Въведение Богородично“ в Драма.
В 1865 или 1866 година рисува иконостасните икони в „Свети Архангел Михаил“ в Баничан и в 1866 година в „Свети Георги“ в Хисарлъка.
Негова е патронната икона „Благовещение Богородично“ от църквата „Благовещение Богородично“ в Кръстополе (започната в 1853, осветена в 1858 година), подписана и датирана през 1869 година. Ктиторският надпис е разположен в долния край на иконата и в него са изброени имената на ктиторите, като е изписана и датата, както и името на зографа и местоживеенето му: „Διά συνδρομής των τιμίων Κωνσταντίνου καλβάτση, Γεωργίου Βούλιογλου, Γεωργίου Τσιουραμάν, Δημητρίου καφαλή. Ιωάννου Σουλάκ. Χαραλάμπου / Γεωργίου ράντου, Κωνσταντίνου Σουλάκ. Θεοδώρου кυργιάκоυ, Γεωργίου Στόϊτζιου, Πέτρου Δημητρίου (διά χειρός Στεργίου Γ. Ζωγράφου του εκ νευροκόπι. τω 1869 κατά / 3: Μάρτιον“ (С иждивението на почитаемите Константинос Калвацис, Георгиу Вулиоглу, Георгиос Циураман, Димитриос Кафалис, Йоаннис Сулак, Хараламбос / Георгиос Раду, Константинос Сулак, Теодорос Киряку, Георгиос Стойчу, Петрос Димитриу (от ръката на Стерю Зографу от Неврокоп, 1869 година, 3 март)). По стилови белези може да му се припише и иконата „Света Богородица на трон с Младенеца със Свети Пантелеймон и Свети Симеон Нови Богослов“ от църквата „Света Параскева“ в Абдера, датираща от 1863 година.
В 1873 година изработва 52 икони в църквата „Успение Богородично“ в Даг чифлик.
В 1881 година изписва иконостасните икони на „Свети Архангел Махаил“ в Неврокоп. На иконата на събор архангелски има надпис: „Иждивеніемъ почтеныхъ Влаинка Катерина Димитрова. Нушка Ставровъ Ніколаи п. Димитровъ. Гюванъ Анастасовъ. Иліа Костадіновъ. С. п. Ѧ. ѿ рука Стергюва въ лѣто 1881“.
Рисува още за църквата „Животворящ източник“ в Старчища (1859, 1865 и 1877), иконите в църквата „Свети Николай“ в Търлис от 1851, 1861 и 1869 година - „Архангел Михаил“, „Свети Николай“, „Света Богородица“ и други, иконостасните икони от „Свети Атанасий“ от 1843 и 1870 година, 27 иконостасни икони от „Въведение Богородично“ в Чаталджа, датирани 1864 - 1866, икони в храма „Свети Йоан Предтеча“ в Кавала.
Георгиев е зограф пионер, който се опитва да вкара живот в църковната живопис, придавайки чувства на израженията и движенията на хората. Повечето му произведения са подписани на български.